# Islas Bledas
Islas Bledas är öar i Spanien.   De ligger i regionen Balearerna, i den östra delen av landet, 700 km öster om huvudstaden Madrid.
Terrängen på Islas Bledas är mycket platt. Öns högsta punkt är 17 meter över havet. 